# الیس ریولین
جورجیانا الیس ریولین (انگلیسی: Georgianna Alice Mitchell؛ زادهٔ ۴ مارس ۱۹۳۱ - درگذشته ۱۴ مهٔ ۲۰۱۹) یک سیاست‌مدار اهل ایالات متحده آمریکا بود.